# Коваля (гміна)
Гміна Коваля (пол. Gmina Kowala) — сільська гміна у центральній Польщі. Належить до Радомського повіту Мазовецького воєводства.
Станом на 31 грудня 2011 у гміні проживало 11554 особи.

## Площа
Згідно з даними за 2007 рік площа гміни становила 74.71 км², у тому числі:
- орні землі: 87.00%
- ліси: 7.00%

Таким чином, площа гміни становить 4.88% площі повіту.

## Населення
Станом на 31 грудня 2011:
| Опис     | Загалом | Загалом | Чоловіки | Чоловіки | Жінки | Жінки |
| -------- | ------- | ------- | -------- | -------- | ----- | ----- |
| одиниця  | осіб    | %       | осіб     | %        | осіб  | %     |
| все      | 11554   | 100     | 5794     | 50.15    | 5760  | 49.85 |
| міське   | 0       | 100     | 0        |          | 0     |       |
| сільське | 11554   | 100     | 5794     | 50.15    | 5760  | 49.85 |

## Сусідні гміни
Гміна Коваля межує з такими гмінами: Вежбиця, Волянув, Оронсько, Скаришев.